# Gaviota naturgaslager

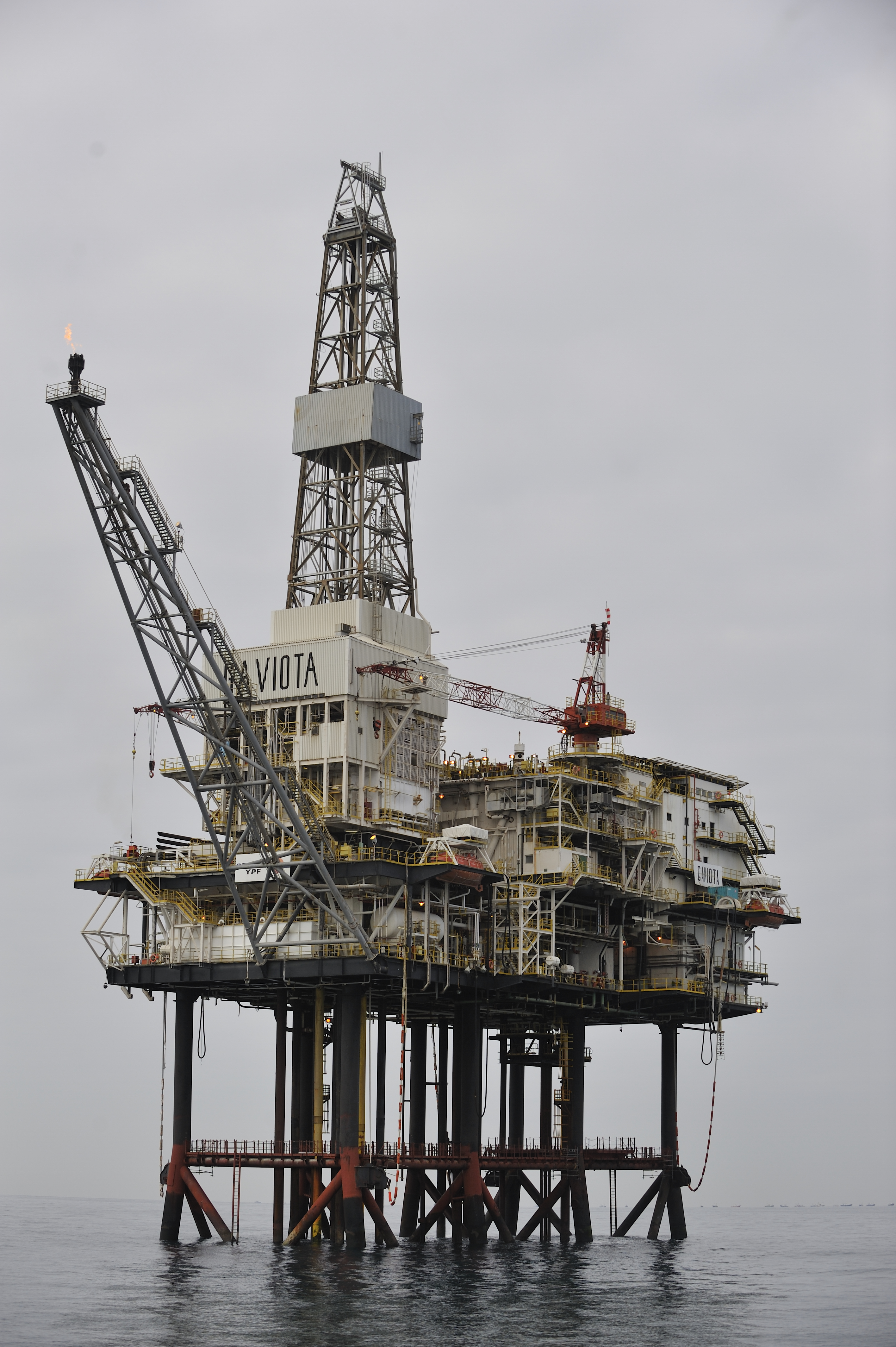
Gaviota gasplattform

Gaviota naturgaslager, eller Puento Arguello-reservoaren, är ett tidigare naturgasfält och ett nuvarande naturgaslager, som ligger mer än 2,5 kilometer under Biskayabukten, norr om Bermeo i Baskien i Spanien. Lagret hade till att börja med en kapacitet på 0,9 miljarder kubikmeter gas, men har utökats för att 2022 kunna härbärgera över 2,6 miljarder kubikmeter.
Gasplattformen för Gaviota-gasfältet ligger omkring åtta kilometer utanför hamnen i Bermeo. Den togs i drift 1986 av det spanska energiföretaget Repsol. Fyndigheten hade i stort sett exploaterats färdigt 1994. Den har därefter använts som naturgaslager och är ett av Spaniens två nationella naturgaslager.
Kraftverket Planta Almanamiento de Gas Gaviota på udden Cabo Machitcha (43°26′35″N 2°45′22″V / 43.44306°N 2.75611°V), som var anslutet till gasfältet, stängde ned i oktober 1998 i samband med att naturgas började pumpas ned reservoaren.
Det spanska naturgasnätföretaget Enagás köpte 2010 Repsols 82%-iga andel av det tidigare gasfältet och köpte därefter Murphy Spain Oil Companys minoritetsandel på 18%. Det är ett av Enagás tre underjordiska naturgaslager i Spanien, tillsammans med Serrablo i Huesca och Yela i Guadalajara.

## Bildgalleri

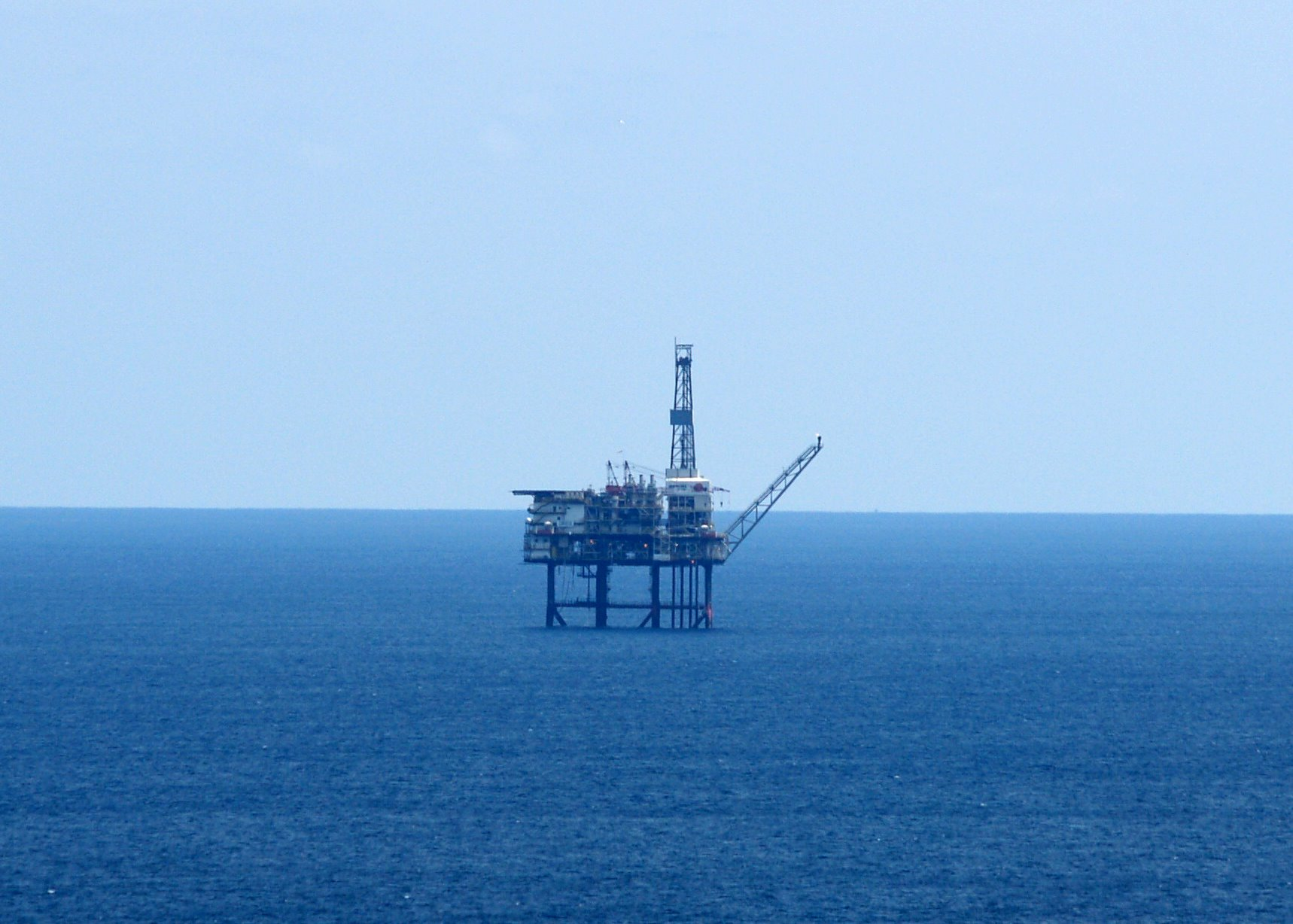
Gaviota gasplattform